# Перлево (Івановська область)
Перлево (рос. Перлево) — присілок в Верхнєландеховському районі Івановської області Російської Федерації.
Населення становить 2 особи. Входить до складу муніципального утворення Кромське сільське поселення.

## Історія
Від 2005 року входить до складу муніципального утворення Кромське сільське поселення.

## Населення
| 1859 | 1905 | 2010 |
| ---- | ---- | ---- |
| 63   | ↗69  | ↘2   |